# Gespan
Gespan [ɡəˈʃpaːn] (slawisch Župan) ist ein Titel eines Adligen. Der Begriff ist eine Entlehnung aus dem lateinischen sursum bzw. dem altfranzösischen suzerain („Oberhoheit, Oberherrschaft, Lehnsherr, Suzerän“) und entstammt dem spätrömischen Rechtssystem. Der Titel wurde vom fränkischen Reich adaptiert und überwiegend im 8. Jahrhundert an lokale mittelalterliche Stammesführer im west- und südslawischen Raum vergeben, mit der Absicht, abwehrbereite Pufferstaaten zwischen dem expandierenden Bulgarenreich und den Franken zu etablieren. Er stellt also eine Erhebung in den Adelsstand (comes als Graf einer Grenzmark) dar. Ihr Herrschaftsgebiet wurde entsprechend als Gespanschaft bezeichnet.
Als Župan wurde es in slawische Sprachen assimiliert und diente damit der Legitimation von Herrschaft mit dem Segen der Katholischen Kirche. Es entspricht daher im Prozess der Nationenbildung slawischer Länder dem lateinischen comes im Sinne eines Herzogtums.
Später wurden die Gespane zu lokalen Obrigkeiten mit bestimmten Befugnissen in Verwaltung, Militärangelegenheiten und Rechtsprechung (manchmal als „Fürsten“ übersetzt, eigentlich: Richter). In Kroatien gab es das Amt zunächst bis 1918 und es wurde 1991 erneut für den Vorsteher einer kroatischen Gespanschaft eingeführt.
Die Oberhäupter der Serben, die im 8. Jahrhundert in Ras residierten, führten damals den Titel Archižupan (im Sinne einer byzantinisch-katholischen Suzeränität) beziehungsweise Großžupan (im Sinne eines Herzogtums). In Serbien findet man den Begriff župan vor allem in Quellen aus dem 11. bis 13. Jahrhundert.
In Deutschland waren nach den Eroberungen der slawischen Gebiete die Gaue – beispielsweise Daleminzi (Meißner Gebiet) und Nisan (Dresdner Gebiet) – in Supanien (serbisch und kroatisch: županija, deutsch: Gespanschaft) aufgegliedert. Auch im Reich des Samo soll es bereits im 6. Jahrhundert diesen Titel gegeben haben. In Anlehnung daran bezeichnet die Domowina ihre 1921 gegründeten Regionalverbände als župa, den oder die Vorsitzende(n) als župan bzw. županka.
Im Ungarischen lautet der entsprechende Ausdruck ispán oder zsupán; in der Neuzeit wurde die Position in főispán (deutsch Obergespan) umbenannt und das Amt existierte bis 1918. Bekannt ist der Schweinezüchter Kálmán Zsupán aus der Operette Der Zigeunerbaron.
Im Slowenischen versteht man heutzutage, im Gegensatz zu anderen slawischen Sprachen, unter einem Župan den Bürgermeister einer Gemeinde. Der Termin Župan hat auch in der kirchlichen Hierarchie überlebt, denn ein Priester heißt auf Slowenisch Župnik und eine Pfarre nennt man Župnija.
In der heutigen Slowakei wird der alte Begriff župan manchmal als Alternativbezeichnung für die Vorsteher der Samosprávne kraje (Selbstverwaltungs-Landschaftsverbände; vgl. Verwaltungsgliederung der Slowakei) verwendet.